# Douchewarmtewisselaar
Een douchewarmtewisselaar of douche-ww, ook wel douche-warmteterugwin-eenheid (douche-wtw) genoemd, is een warmtewisselaar die gebruikt wordt voor het herbenutten van warmte in het afvoerwater van de douche.

## Werking
Het afvoerwater met een temperatuur van 35 tot 40 graden warmt het tegenstromende koude water op, dat naar een dichtbijstaande modulerende combiketel, en/of rechtstreeks naar de koude leiding van de thermostaatmengkraan van de douche gaat. Het laatste is meestal de kortste afstand, maar het hoogste rendement wordt bereikt door beide te voorzien van water uit de terugwin-unit.
Er bestaan twee vormen:
- een verticale buis met een lengte van ongeveer twee meter; deze maakt optimaal gebruik van het tegenstroomprincipe en is daardoor het efficiëntst;
- een horizontale onderbouw voor een douchebak.[2] Deze kan geplaatst worden als de verticale buis niet mogelijk is.

De energieprestatiecoëfficiënt zou met 0,05 tot 0,1 naar beneden bijgesteld kunnen worden bij een energiebesparing van 50 tot 65%.